# Blåkråkor
Blåkråkor (Coraciidae) är fåglar av ordningen praktfåglar. De liknar kråkfåglar till form och storlek, men är mycket färggrannare än dessa, med blått och brunt som vanligaste färger. Blåkråkorna är insektsätare som vanligen fångar sitt byte i flykten. De är skickliga flygare. De lever i varma klimat och bygger bo i håligheter i träd som de inte fodrar. Honan lägger 2-4 ägg.
Familjen omfattar tolv arter uppdelade i två släkten:
- Släkte Eurystomus
  - Blåstrupig blåkråka (Eurystomus gularis)
  - Gulnäbbad blåkråka (Eurystomus glaucurus)
  - Halmaherablåkråka (Eurystomus azureus)
  - Rödnäbbad blåkråka (Eurystomus orientalis)
- Släkte Coracias
  - Gräddhuvad blåkråka (Coracias cyanogaster)
  - Vimpelblåkråka (Coracias spatulatus)
  - Fläckblåkråka (Coracias naevius)
  - Indisk blåkråka (Coracias benghalensis)
  - Sulawesiblåkråka (Coracias temminckii)
  - Indokinesisk blåkråka (Coracias affinis)
  - Lilabröstad blåkråka (Coracias caudata)
  - Savannblåkråka (Coracias abyssinica)
  - Blåkråka (Coracias garrulus)

1. ↑  BirdLife Sverige: Taxonomikommittén. 2025. Officiella svenska namn på alla världens fågelarter, version 2025. https://birdlife.se/tk/svenska-namn-pa-varldens-faglar/
2. ↑  AviList Core Team. 2025. AviList: The Global Avian Checklist, v2025. https://doi.org/10.2173/avilist.v2025